# Jerzy Jakubowski (lekarz)
Jerzy Jakubowski właśc. Moszek Hersz Muszkatenblit (ur. 13 grudnia 1887 w Warszawie, zm. 19 sierpnia 1967 we Wrocławiu) – polski lekarz kardiolog, profesor Uniwersytetu Łódzkiego.

## Życiorys
Urodził się w żydowskiej mieszczańskiej rodzinie Jakuba Muszkatenblita (ur. 1863) i Szyfry z domu Wiatrak (ur. 1856). Naukę rozpoczął w 1899 w szkole handlowej im. Leopolda Kronenberga, a od 1900 kontynuował edukację w siedmioklasowym gimnazjum Zgromadzenia Kupców. Na początku 1906 wyjechał do Jekaterynosławia, gdzie w męskim gimnazjum handlowym 31 maja tego samego roku zdał eksternistycznie maturę. Jako uczeń uczęszczał na tajne kółka samokształceniowe, działał w Związku Młodzieży Socjalistycznej. W latach 1903–1906 był parokrotnie więziony, w 1906 zesłany do guberni ołonieckiej. Udało mu się uciec, przez Warszawę trafił do Paryża, gdzie podjął studia medyczne. W Paryżu na zebraniach partyjnych i spotkaniach towarzyskich zetknął się m.in. z Włodzimierzem Leninem, Gieorgijem Plechanowem i Esterą Golde-Stróżecką. W 1914  nostryfikował dyplom lekarski na Uniwersytecie Kijowskim.
Podczas I wojny światowej służył w armii rosyjskiej, brał udział w rewolucji październikowej. W okresie międzywojennym praktykował w Warszawie. Uczestniczył w kampanii wrześniowej jako lekarz wojskowy. W latach 1939–1941 był naczelnym lekarzem Zarządu Uzdrowisk Ukrainy we Lwowie, od 1941 do 1944 przebywał w Warszawie, po upadku powstania warszawskiego w Skierniewicach, a od lutego 1945 w Łodzi.
Po wojnie został profesorem na Uniwersytecie Łódzkim. Do 1963 był kierownikiem II Kliniki Chorób Wewnętrznych w Łodzi (jego następcą został Włodzimierz Musiał).
Od 1907 należał do PPS-Lewicy, potem do KPP i od 1945 roku do PPR. Przed wojną wspólnie z Piotrem Wojciechowskim wydawał „Dziennik Popularny”. Współpracował m.in. z Teodorem Duraczem i Leonem Purmanem.
Był dwukrotnie żonaty. Po raz pierwszy z Pessą Kejlin, z którą miał syna Juliana (1912–1914). Drugą żoną, poślubioną w Paryżu, była Zofia Popow, z rosyjskiej rodziny inteligenckiej. Mieli syna Mikołaja (ur. 1915). 
Zmarł 19 sierpnia 1967 we Wrocławiu, pochowany na cmentarzu komunalnym w Polanicy Zdroju (sektor 2-C-1).

## Ordery i odznaczenia
- Order Sztandaru Pracy I klasy
- Krzyż Komandorski Orderu Odrodzenia Polski (22 lipca 1950)[4]
- Złoty Krzyż Zasługi (8 maja 1946)[5]
- Medal 10-lecia Polski Ludowej (13 stycznia 1955)[6]

## Wybrane prace
- O raku pierwotnym płuca. Warszawskie Czasopismo Lekarskie (1931).
- O zespole objawowym zapalenia tętnicy głównej zstępującej. Ther. Nova (1932).